# Hugo Miranda (esgrimidor)
Hugo Miranda (30 de enero de 1979) es un deportista portugués que compitió en esgrima, especialista en la modalidad de florete. Ganó una medalla de oro en el Campeonato Europeo de Esgrima de 2000, en la prueba por equipos.

## Palmarés internacional
| Campeonato Europeo | Campeonato Europeo | Campeonato Europeo | Campeonato Europeo  |
| Año                | Lugar              | Medalla            | Prueba              |
| ------------------ | ------------------ | ------------------ | ------------------- |
| 2000               | Funchal (Portugal) | Medalla de oro     | Florete por equipos |